# Alfarería en la provincia de Palencia

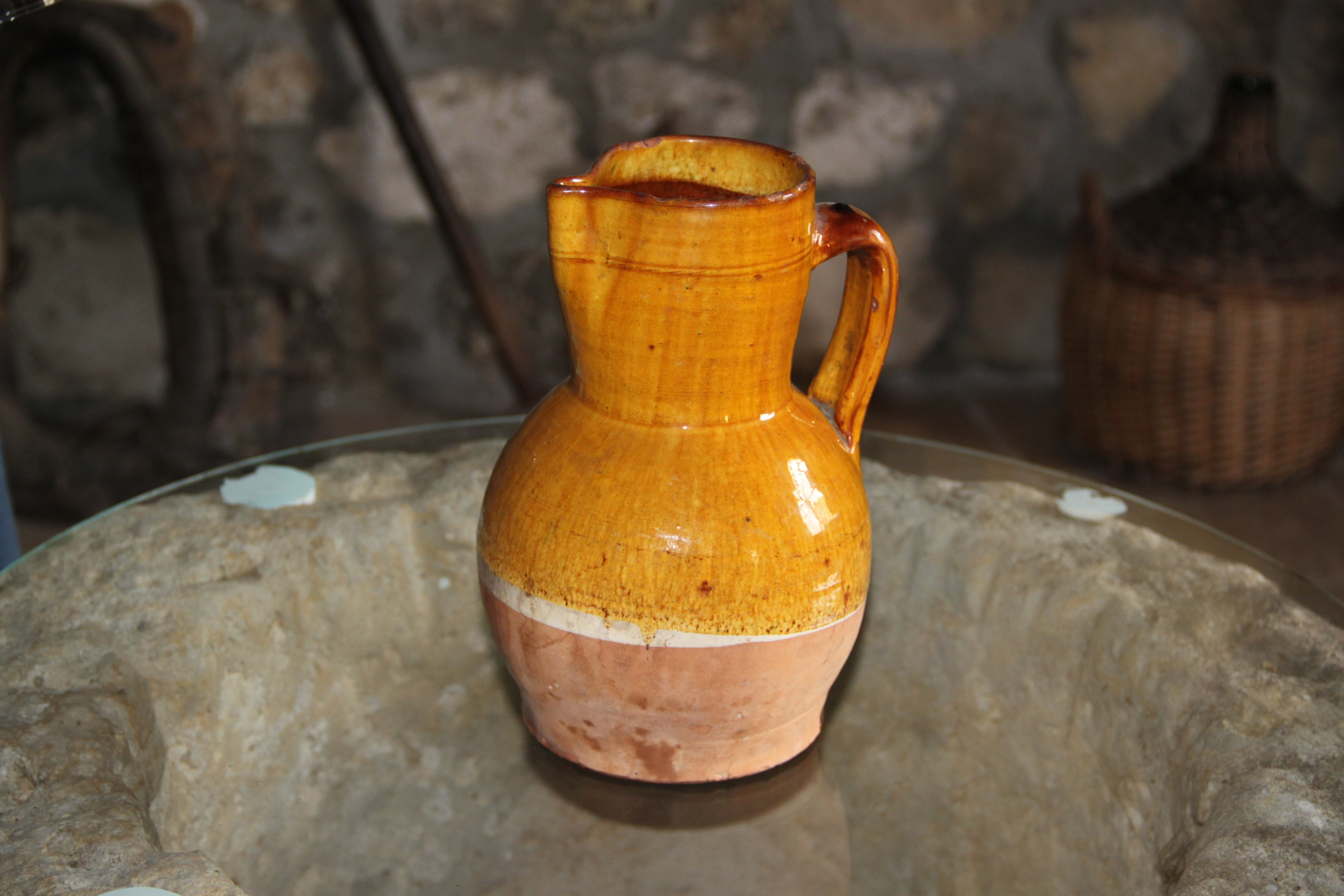
Jarro de vino de Astudillo (ca. 1950)

La alfarería en la provincia de Palencia (España), como artesanía tradicional posterior a la romanización, tuvo su origen en la herencia cultural morisca y su desarrollo está asociado a la producción cerámica de las vecinas provincias de Zamora, Burgos y Valladolid. Su centro más importante entre el siglo XIX y parte del siglo XX fue Astudillo, y su pieza más característica, el botijo de Pasión.
Continúa una modesta producción cerámica mezclando las formas tradicionales con estéticas innovadoras, pero totalmente ajenas al proceso popular histórico y su ciclo ("cochura" de las piezas en horno de leña de tipo árabe, y con alfareros que heredaron el oficio por tradición familiar directa).

## Historia

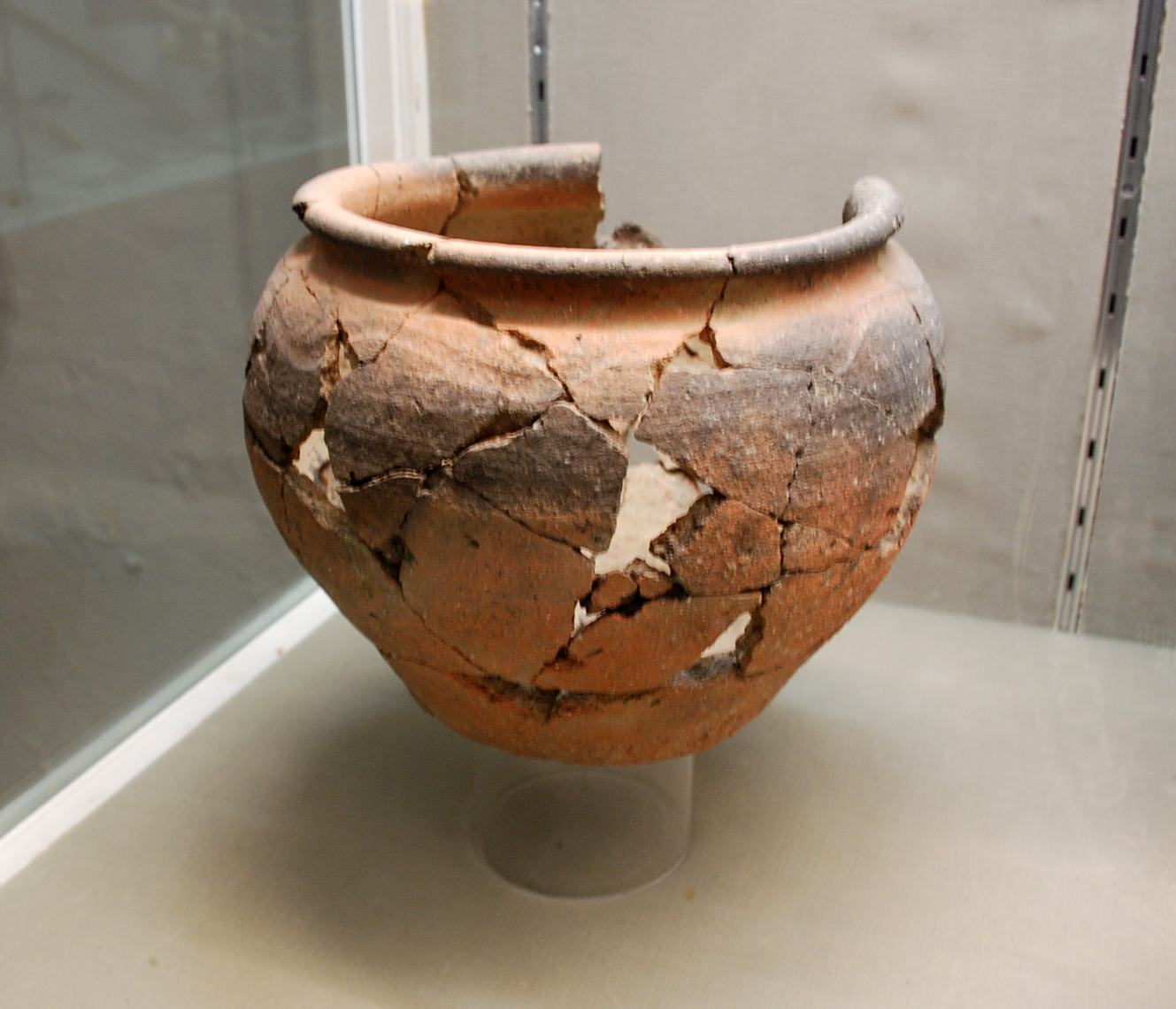
Pieza de la villa romana La Olmeda, excavada en 1968 y depositada en el Museo de San Pedro de Saldaña.

Más allá del precedente arqueológico que constituyen los restos hallados en yacimientos de la zona (pre-ibéricos, ibéricos, celtibéricos e iberorromanos), los alfares tradicionales palentinos desarrollaron desde el periodo medieval una industria artesanal dirigida a satisfacer las necesidades de las faenas rurales, pastoriles o domésticas, que dado su carácter utilitario y su elemental tecnología produjo la general cacharrería de factura tosca pero muy funcional.
Además de ese material arqueológico, ha quedado documentada actividad alfarera desde el siglo XVIII, con referencias en el Catastro de Ensenada (1752) y en las Memorias políticas y económicas de Eugenio Larruga (1792). En el siglo XIX también se localizan alfares en el Diccionario geográfico-estadístico-histórico (1846-1850) de Pascual Madoz.
El primer estudio interesante de la cerámica del sector palentino-leonés, fue el publicado por Rafael Navarro en 1935. En él llama la atención sobre «las decoraciones multicoloreadas resultado de las influencias musulmanas u orientales» y las «características celtibéricas: paredes gruesas en las vasijas; decoración incisa de líneas, círculos y espirales; siluetas animales y vegetales; símbolos y colores lisos». Navarro enumera piezas que considera representativas, como «las botijas del valle de Cerrato, el cántaro y los botijos de Astudillo, las escudillas de pastor de Baltanás, las escudillas del valle de Esgueva, los tarros de botica de las vecinas tierras de Sahagún, la vajilla de novia de tierra de Guardo y Besande, el jarro de vino de Palencia capital, especieros de tres senos, aceiteras de Prádanos de Ojeda, cántaras de la ciudad de Palencia» y las típicas "tarolas" y "babosas" (tazas o cazuelillas para beber vino). Navarro señaló asimismo la competencia y presencia en la zona de barros, lozas y vajillas andaluzas, levantinas y toledanas, así como de «los platos y fuentes gruesos y toscos, típicos de la zona leonesa». También reúne información en su breve pero curiosos estudio sobre arcillas y engobes usados por los alfareros, y sobre el conjunto de tareas del preparado del barro, el trabajo en el torno, los barnices y el enhornado.

## Mapa de actividad alfarera
El trabajo de campo publicado a mediados de la década de 1990 por Carlos Antonio Porro establece los siguientes focos alfareros:
- Baltanás, Astudillo y Lantadilla en la Comarca del Cerrato;[5]
- Palencia capital,[b] Abastas, Abastillas, Añoza, Villalumbroso y otros lugares de la comarca de la Cueza, y el término municipal del Valle del Retortillo en Tierra de Campos;
- zona de la Montaña: Guardo, Besande, Cervera de Pisuerga y Rabanal de las Llantas;
- Prádanos de la Ojeda y Saldaña en la Vega;
- Olleros de Paredes Rubias (nombre que delata su pasado alfarero como ollería) y La Lastra, ya en el límite con Cantabria y la provincia de Burgos.

Por su parte, a partir de su trabajo de campo y de la colección de 33 piezas –la más antigua fechada en 1840– conservada en el Museo Nacional de Antropología (España), la historiadora y etnógrafa Natacha Seseña documentó la actividad de alfares importantes en la capital palentina y en localidades grandes como Carrión de los Condes y Cervera de Pisuerga,. También han resultado muy orientadoras las colecciones particulares como la de Piedad Isla en el Museo de la Montaña Palentina (Cervera de Pisuerga), o como la que se muestra en el Museo de cerámica de Chinchilla de Montearagón, con piezas firmadas en el alfar de J.P. Enríquez, en Paredes de Nava. Otras colecciones recogidas por instituciones que conservar material de la zona palentina son la colección de alfarería de la Junta de Castilla y León y la guardada en el Museo de Artes y Tradiciones Populares de la UAM, depositada en el Centro Cultural La Corrala de Madrid.

## Alfares de Astudillo
Varios estudios valoran la actividad de los últimos alfareros tradicionales activos en Astudillo hasta finales de la década de 1960, como fue el caso de Félix Moreno, y parte de cuyo legado lo recuperaría luego Javier Sancho. A partir de 1987, el ceramista León Javier Sancho, en un moderno taller adaptado a los nuevos mercados turísticos, recuperó una alfarería prácticamente desaparecida mezclando las formas tradicionales con estéticas innovadoras.

### Piezas más representativas

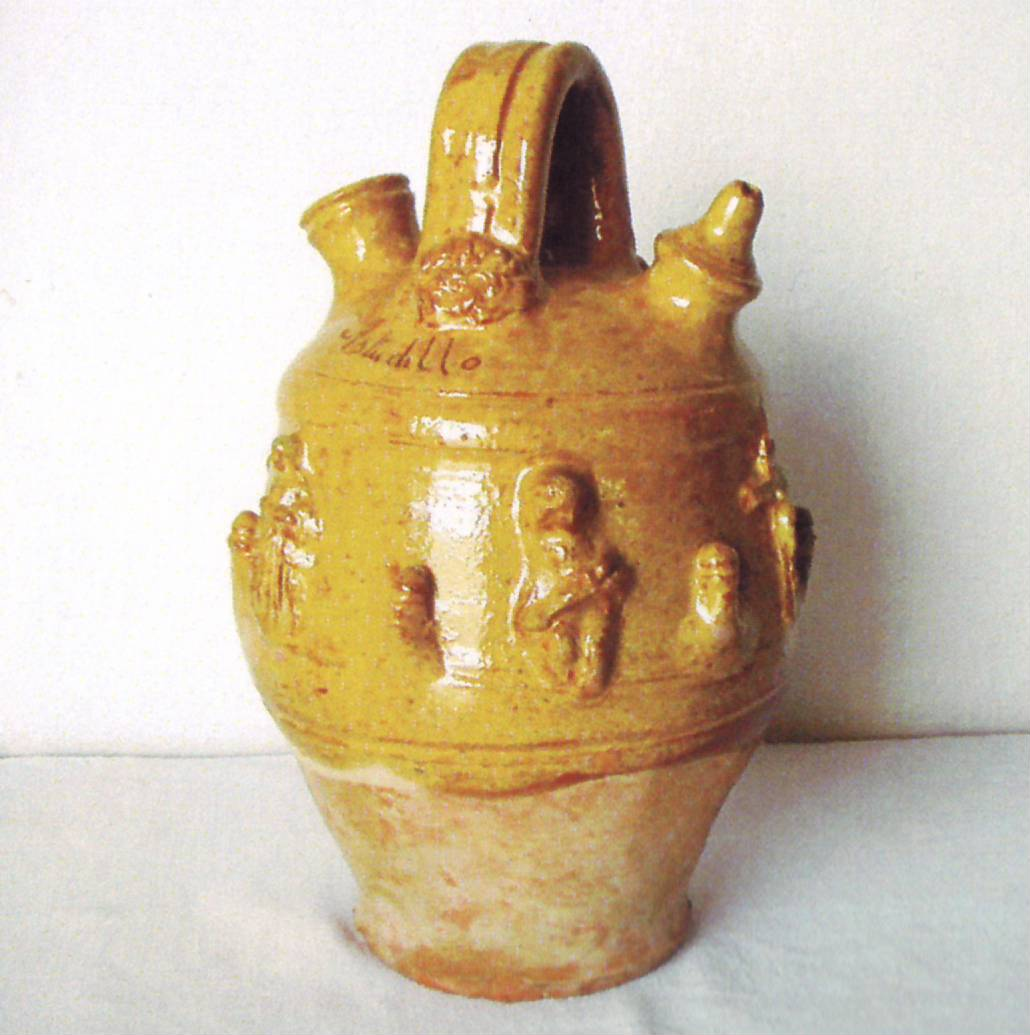
Botijo de Pasión. Museo de cerámica de Chinchilla de Montearagón.

- La pieza con mayor personalidad de este enclave es el botijo "de Santos" o "de la Pasión", con vedrío exterior de color marrón claro o amarillo miel como impermeabilizante en la vajilla y cacharrería doméstica,[d][7] la base sin vidriar y una decoración prefabricada en moldes y superpuesta en relieve con varios modelos de figuras religiosas,[3] "el Crucificado", "la Virgen y el Niño", "el Sagrado Corazón", "los ángeles", y diversos santos. Presentaba diversas formas: botijo de rosca, "babosillo", y en modelos con una o cinco asas.[7]

- Otra pieza importante, por su porte característico aunque también común en el resto de la zona, es el cántaro astudillense con vedrío interior y un elegante mandil melado.[12]

- Por su valor etnográfico hay que citar también el modelo conservado en Astudillo del tradicional cántaro de novia, objeto simbólico personalizado, hecho por encargo y como regalo de bodas, decorado con incisiones, incrustaciones de piedras y relieves.[e][7]